# José Duno
José Duno (San Félix, 19 marzo 1977) è un ex calciatore venezuelano, di ruolo centrocampista.

## Carriera

### Nazionale
Ha partecipato alla Copa América 1999.